# Bolderāja
Bolderāja est un voisinage du district de Kurzeme à Riga en Lettonie.

## Géographie
Bolderāja est situé dans la partie nord-ouest de la Riga sur la rive gauche du Daugava entre la rivière Buļļupe et l'Hapaka grāvis.
Bolderāja borde les quartiers de Daugavgrīva, Vecmīlgrāvis, Voleri, Spilve et Kleisti.
Les limites du quartier de Bolderāja sont le fleuve Daugava, le canal Loču, la rivière Buļļupe et les rues Kleistu iela, Apakšgrāvja iela, l'autoroute de Daugavgrīva et l'Hapaka grāvis.
La superficie totale du quartier de Bolderāja est de 8,329 km2, ce qui est nettement supérieur à la superficie moyenne des quartiers de Riga. 
La longueur du périmètre du quartier est de 14 863 mètres.

## Sites
- Église luthérienne de Bolderāja
- Église de l'Assomption de la Vierge Marie de Bolderāja
- Église Saint-Joseph

## Transports
- Bus: 		3, 30, 36, 56
- Trolleybus:

## Galerie

Église de Bolderāja
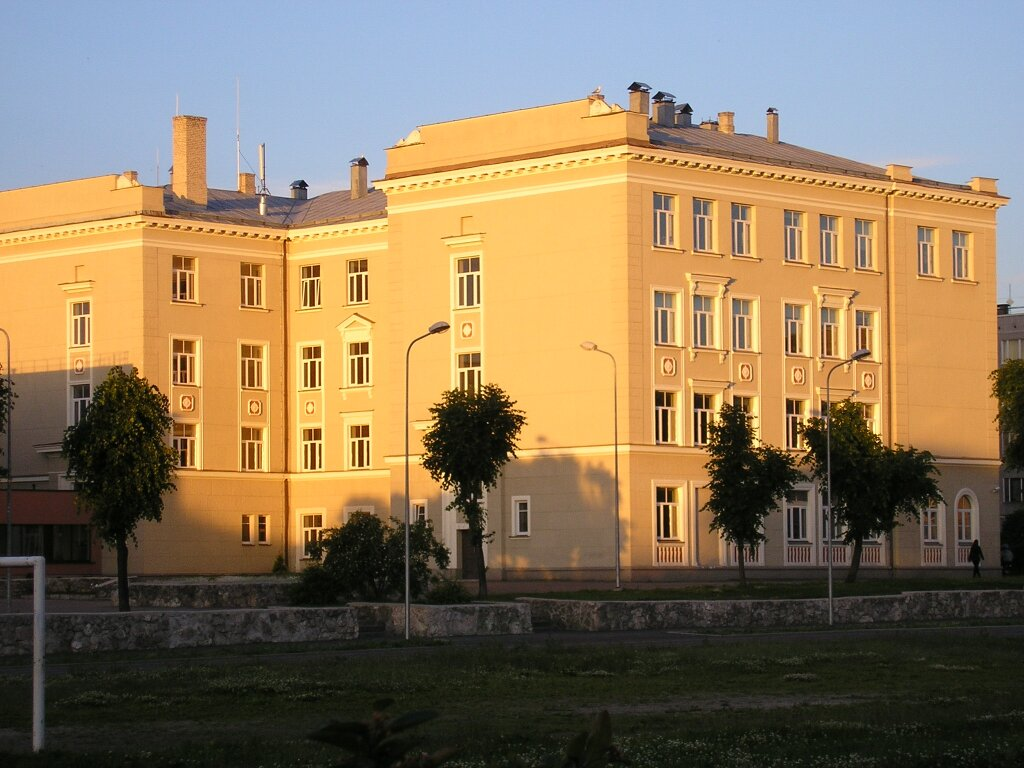
33e école.
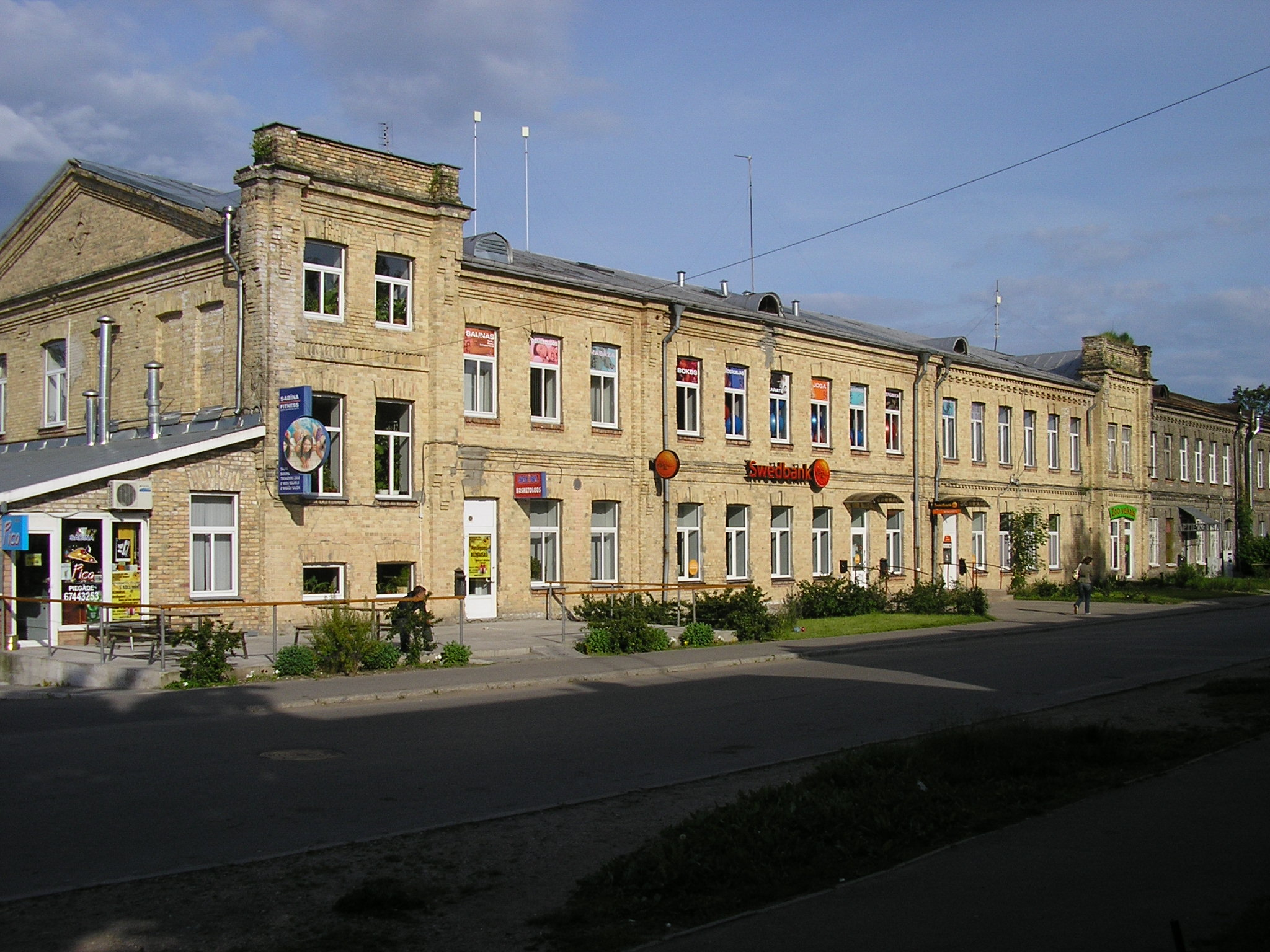
Gobas iela.
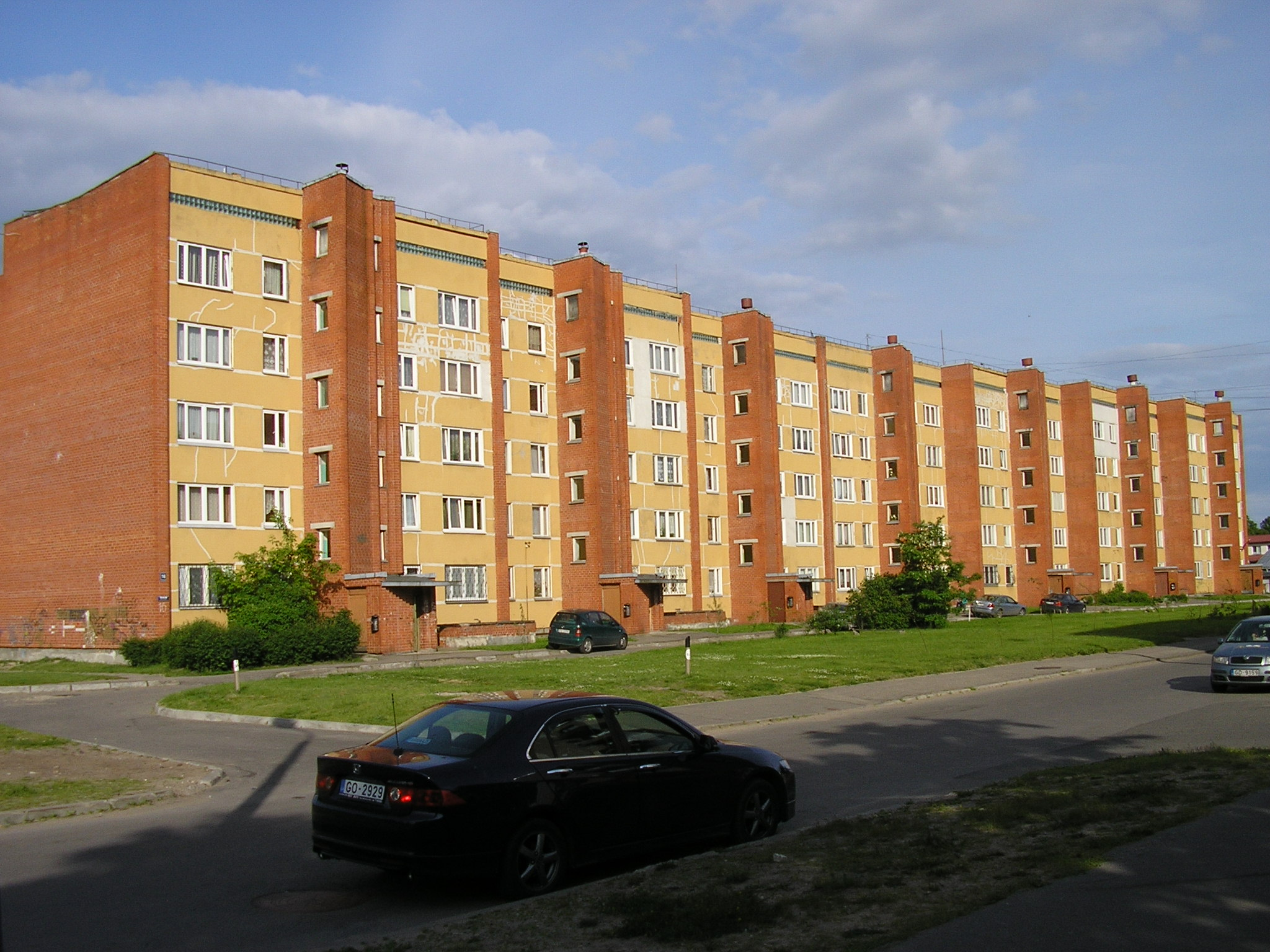
Gobas iela.